# Nederlandse kampioenschappen veldrijden 2024
De Nederlandse kampioenschappen veldrijden 2024 werden verreden op zaterdag 13 en zondag 14 januari in Hoogeveen.
De elitewedstrijden werden live uitgezonden op RTV Drenthe en online bij de NOS en Eurosport. Studio Sport vertoonde op zondagavond een samenvatting en Eurosport zou op een later tijdstip de wedstrijden van de elite vrouwen en mannen in zijn geheel uitzenden.

## Erelijst
| Categorie         | Kampioen          | Tweede              | Derde                       |
| Mannen            |                   |                     |                             |
| Elite             | Joris Nieuwenhuis | Pim Ronhaar         | Lars van der Haar           |
| Beloften Onder 23 | Tibor del Grosso  | Bailey Groenendaal  | Danny van Lierop            |
| Junioren O19      | Senna Remijn      | Keije Solen         | Michiel Mouris              |
| Nieuwelingen O17  | Cas Timmermans    | Willem Jan Belt     | Mads Pé Teunissen van Manen |
| Nieuwelingen O16  | Delano Heeren     | Loek Hovers         | Jostein Smit                |
| Vrouwen           |                   |                     |                             |
| Elite             | Lucinda Brand     | Puck Pieterse       | Annemarie Worst             |
| Beloften O23      | Leonie Bentveld   | Lauren Molengraaf   | Mirre Knaven                |
| Junioren O19      | Puck Langenbarg   | Mae Cabaca          | Noï Moes                    |
| Nieuwelingen O17  | Nynke Jochems     | Elena van der Veken | Zoë Brakke                  |

## Uitslagen
De volledige uitslagen van vrouwen en mannen, gecombineerde elite- en beloftenwedstrijd, staan op aparte pagina's. Hieronder zijn de uitslagen uitgesplitst naar categorie, met een tijd als deze beschikbaar is. De officiële uitslagen zijn achteraf gecorrigeerd.

### Mannen elite
De wedstrijd duurde zo'n 60 minuten. Er waren 18 deelnemers.
| Plaats                    | Naam              | Tijd    |
| ------------------------- | ----------------- | ------- |
| Nederlandse kampioenstrui | Joris Nieuwenhuis | 1.01,46 |
| Zilver                    | Pim Ronhaar       | 1.02,39 |
| Brons                     | Lars van der Haar | 1.04,14 |
| 4                         | Ryan Kamp         | 1.05,00 |
| 5                         | Mees Hendrikx     | 1.05,39 |
| 6                         | Corné van Kessel  | 1.06,05 |
| 7                         | Stan Godrie       |         |
| 8                         | Luke Verburg      |         |
| 9                         | Klaas Groenen     |         |
| 10                        | Koen van Dijke    |         |

Renners zonder tijd zijn tijdens de wedstrijd gedubbeld. Zij worden uit de wedstrijd genomen, maar wel in de uitslag opgenomen.

### Vrouwen elite
De wedstrijd duurde zo'n 50 minuten. Er waren 18 deelnemers.
| Plaats                    | Naam                       | Tijd |
| ------------------------- | -------------------------- | ---- |
| Nederlandse kampioenstrui | Lucinda Brand              |      |
| Zilver                    | Puck Pieterse              |      |
| Brons                     | Annemarie Worst            |      |
| 4                         | Ceylin del Carmen Alvarado |      |
| 5                         | Manon Bakker               |      |
| 6                         | Aniek van Alphen           |      |
| 7                         | Sophie von Berswordt       |      |
| 8                         | Yara Kastelijn             |      |
| 9                         | Larissa Hartog             |      |
| 10                        | Wendy Oosterwoud           |      |

### Mannen beloften
De beloften reden mee in dezelfde wedstrijd als de elite.
De wedstrijd duurde zo'n 60 minuten. Er waren 27 deelnemers.
| Plaats                    | Naam                 | Tijd |
| ------------------------- | -------------------- | ---- |
| Nederlandse kampioenstrui | Tibor del Grosso     |      |
| Zilver                    | Bailey Groenendaal   |      |
| Brons                     | Danny van Lierop     |      |
| 4                         | Lucas Janssen        |      |
| 5                         | David Haverdings     |      |
| 6                         | Guus van den Eijnden |      |
| 7                         | Jelte Jochems        |      |
| 8                         | Bart Kortleve        |      |
| 9                         | Patrick Nieuwenhuis  |      |
| 10                        | Kas van Geest        |      |
| 11                        | Sam Kerkvliet        |      |
| 12                        | Juul Nagengast       |      |
| 13                        | Yaël Plas            |      |
| 14                        | Brian de Vries       |      |
| 15                        | James Potter         |      |

### Vrouwen beloften
De beloften reden mee in dezelfde wedstrijd als de elite.
De wedstrijd duurde zo'n 50 minuten. Er deden 15 deelneemsters mee.
| Plaats                    | Naam                 | Tijd |
| ------------------------- | -------------------- | ---- |
| Nederlandse kampioenstrui | Leonie Bentveld      |      |
| Zilver                    | Lauren Molengraaf    |      |
| Brons                     | Mirre Knaven         |      |
| 4                         | Iris Offerein        |      |
| 5                         | Ilse Pluimers        |      |
| 6                         | Isa Nomden           |      |
| 7                         | Femke Gort           |      |
| 8                         | Julia van der Meulen |      |
| 9                         | Pem Hoefmans         |      |
| 10                        | Jasmijn Bloemheuvel  |      |
| 11                        | Isa Looienga         |      |
| 12                        | Maaike Nijland       |      |
| 13                        | Lieke Vos            |      |
| 14                        | Joyce Mulder         |      |
| 15                        | Ilse Lingen          |      |

### Mannen junioren
68 Deelnemers reden een wedstrijd van zo'n 40 minuten.
| Plaats                    | Naam                  | Tijd  |
| ------------------------- | --------------------- | ----- |
| Nederlandse kampioenstrui | Senna Remijn          | 41,53 |
| Zilver                    | Keije Solen           | 41,54 |
| Brons                     | Michiel Mouris        | 42,01 |
| 4                         | Floris Haverdings     | 42,50 |
| 5                         | Ruud Junior Nagengast | 44,10 |
| 6                         | Max Rijvers           | 45,15 |
| 7                         | Rick Versloot         | 45,19 |
| 8                         | Rinus Mijnten         | 45,36 |
| 9                         | Antoine Quint         | 45,50 |
| 10                        | Daan Dijkman          | 46,03 |
| 11                        | Danny Turkstra        | 46,23 |
| 12                        | Kaj Roeling           | 46,58 |
| 13                        | Mart Spijker          | 47,22 |
| 14                        | Bas van Heeswijk      | 47,23 |
| 15                        | Mads de Roos          | 47,35 |

### Vrouwen junioren
De koers duurde rond de 40 minuten, en er reden 23 deelnemers mee.
| Plaats                    | Naam                | Tijd  |
| ------------------------- | ------------------- | ----- |
| Nederlandse kampioenstrui | Puck Langenbarg     | 40,16 |
| Zilver                    | Mae Cabaca          | 40,37 |
| Brons                     | Noï Moes            | 41,04 |
| 4                         | Bloeme Kalis        | 41,41 |
| 5                         | Roxanne Takken      | 43,51 |
| 6                         | Sara Sonnemans      | 44,00 |
| 7                         | Jente Koops         | 44,24 |
| 8                         | Isere Koster        | 44,47 |
| 9                         | Femke Lenferink     | 45,05 |
| 10                        | Nanet Huising       | 46,31 |
| 11                        | Fee Knaven          | 46,33 |
| 12                        | Meadow Willems      | 48,13 |
| 13                        | Ava Alleblas        | 48,22 |
| 14                        | Anna Linde van Dorp | 48,40 |
| 15                        | Lisa Band           | 48,52 |

### Mannen nieuwelingen tweedejaars
De koers duurde rond de 30 minuten, en er reden 49 deelnemers mee.
| Plaats                    | Naam                        | Tijd |
| ------------------------- | --------------------------- | ---- |
| Nederlandse kampioenstrui | Cas Timmermans              |      |
| Zilver                    | Willem Jan Belt             |      |
| Brons                     | Mads Pé Teunissen van Manen |      |
| 4                         | Noël Goijert                |      |
| 5                         | Finn Bastiaanssen           |      |
| 6                         | Levi van Dijk               |      |
| 7                         | Koen Sonnemans              |      |
| 8                         | Joachim Luijendijk          |      |
| 9                         | Johan-Bart Postma           |      |
| 10                        | Luuk de Kivet               |      |

### Vrouwen nieuwelingen
Er reden 30 deelnemers mee.
| Plaats                    | Naam                 | Tijd |
| ------------------------- | -------------------- | ---- |
| Nederlandse kampioenstrui | Nynke Jochems        |      |
| Zilver                    | Elena van der Veken  |      |
| Brons                     | Zoë Brakke           |      |
| 4                         | Maxime Takken        |      |
| 5                         | Damy van den Bogaard |      |
| 6                         | Jaylinn Brakke       |      |
| 7                         | Lotte Bouman         |      |
| 8                         | Mirthe Buurmeijer    |      |
| 9                         | Bente Jochems        |      |
| 10                        | Robin Super          |      |

### Mannen nieuwelingen eerstejaars
De koers duurde rond de 30 minuten, en er reden 37 deelnemers mee.
| Plaats                    | Naam                  | Tijd |
| ------------------------- | --------------------- | ---- |
| Nederlandse kampioenstrui | Delano Heeren         |      |
| Zilver                    | Loek Hovers           |      |
| Brons                     | Jostein Smit          |      |
| 4                         | Noah Epping           |      |
| 5                         | Adne Cappon           |      |
| 6                         | Bas Herman            |      |
| 7                         | Laurens Dijkstra      |      |
| 8                         | Jop van den Biggelaar |      |
| 9                         | Mick de Rooij         |      |
| 10                        | Ole Niesing           |      |

Kampioenschappen:  Wereldkampioenschappen ·
 Europese kampioenschappen ·
 Belgische kampioenschappen ·
 Nederlandse kampioenschappen
Klassementen:  Wereldbeker ·
 Superprestige ·
 X²O Badkamers Trofee ·
 TOI TOI Cup ·
 USCX Series ·
 Coupe de France ·
 National Trophy Series ·
 Copa de España ·
 Swiss Cyclocross Cup ·
 Hope Supercross Series
Overig:  Exact Cross ·  Losse crossen België
1963 · 
1964 · 
1965 · 
1966 · 
1967 · 
1968 · 
1969 · 
1970 · 
1971 · 
1972 · 
1973 · 
1974 · 
1975 · 
1976 · 
1977 · 
1978 · 
1979 · 
1980 · 
1981 · 
1982 · 
1983 · 
1984 · 
1985 · 
1986 · 
1987 · 
1988 · 
1989 · 
1990 · 
1991 · 
1992 · 
1993 · 
1994 · 
1995 · 
1996 · 
1997 · 
1998 · 
1999 · 
2000 · 
2001 · 
2002 · 
2003 · 
2004 · 
2005 · 
2006 · 
2007 · 
2008 · 
2009 · 
2010 ·
2011 ·
2012 ·
2013 ·
2014 ·
2015 ·
2016 ·
2017 ·
2018 ·
2019 ·
2020 ·
2021 ·
2022 ·
2023 · 2024 · 2025